# Don Savage
Donald Joseph "Don" Savage (Manlius, Nueva York, 9 de abril de 1928-Summit, Nueva Jersey, 27 de enero de 2010) fue un jugador de baloncesto estadounidense que disputó dos temporadas en la NBA, y dos más en la ABL. Con 1,91 metros de estatura, jugaba en la posición de escolta.

## Trayectoria deportiva

### Universidad
Jugó durante tres temporadas con los Dolphins del Le Moyne College, en las que promedió 20,0 puntos por partido. Al graduarse había acumulado 1.660 puntos, entre los mejores de las universidades pequeñas de su país.

### Profesional
Fue elegido en la decimoquinta posición del Draft de la NBA de 1951 por Syracuse Nationals, convirtiéndose en el primer y único jugador hasta el momento de LeMoyne en llegar a jugar en la NBA. Jugó únicamente 12 partidos, en los que promedió 3,0 puntos y 2,0 rebotes.
Tras ser despedido, se marchó a jugar a los Elmira Colonels de la ABL, donde permaneció durante dos temporadas, en las que promedió 12,3 y 11,8 puntos respectivamente. Abandonó temporalmente el baloncesto profesional para incorporarse al Cuerpo de Marines de los Estados Unidos, donde continuó jugando de forma amateur, para regresar a la NBA en 1956 nuevamente con los Nats, pero únicamente llegó a disputar 5 partidos más, en los que promedió 3,6 puntos y 1,4 rebotes.

## Estadísticas de su carrera en la NBA

### Temporada regular
| Temporada | Edad | Equipo             | Liga | P  | TIT | MIN  | TC  | TCA | %TC  | 3P | 3PA | %3P | TL  | TLA | %TL  | R.OF. | R.DEF. | REB | ASIS | ROB | TAP | PER | FP  | PTS |
| 1951-52   | 23   | Syracuse Nationals | NBA  | 12 |     | 9.8  | 0.8 | 3.6 | .209 |    |     |     | 1.5 | 2.3 | .643 |       |        | 2.0 | 1.0  |     |     |     | 1.8 | 3.0 |
| 1956-57   | 28   | Syracuse Nationals | NBA  | 5  |     | 11.0 | 1.2 | 3.8 | .316 |    |     |     | 1.2 | 1.4 | .857 |       |        | 1.4 | 0.4  |     |     |     | 1.4 | 3.6 |
| Total     |      |                    | NBA  | 17 |     | 10.2 | 0.9 | 3.6 | .242 |    |     |     | 1.4 | 2.1 | .686 |       |        | 1.8 | 0.8  |     |     |     | 1.7 | 3.2 |